# Pontus Eriksson
Pontus Eriksson är en svensk bordshockeyspelare som representerar Umeå HSS. Landslagsdebuten gjordes redan 1990 under EM i Lund. Pontus bor i Skinnskatteberg. Eriksson har utmärkt sig som träningspartner till Lasse Henriksson, svensk mästare 1987-89, och Jacob Lindahl, svensk mästare 1991-97 och 2001, samt till Jörgen Sundqvist, svensk mästare 1990. Pontus Eriksson har dessutom fungerat som coach till dessa spelare och anses allmänt vara en av bordshockeyhistoriens mest erfarna och taktiskt drivna spelare. Pontus Eriksson har spelat samtliga SM sedan 1982, något ytterligare endast tre spelare mäktat med. 

## Meriter
- Lag-VM: 1:a 1992, 1:a 2003, 1:a 2007, 2:a 2005
- VM: 6:a 2003, 8:a 1992
- EM: 4:a 1992, 6:a 1990
- Seger i Oslo Open 2008
- Segrar i Boston Challenge 2005 & Canada Challenge 2006
- Silver i Riga Open 2004 & Riga Open 2006
- Brons i Oslo Open 2007, Öresund Cup 2007 & Stiga Las Vegas 2006
- SM: 5:a 1993 & 2004
- Veteran-lag-EM: 1:a 2008
- Veteran-VM-guld i Budapest 2009, både individuellt och i lag tillsammans med Lars-Erik Svensson och Truls Månsson.